# Fjenneslev Kirke

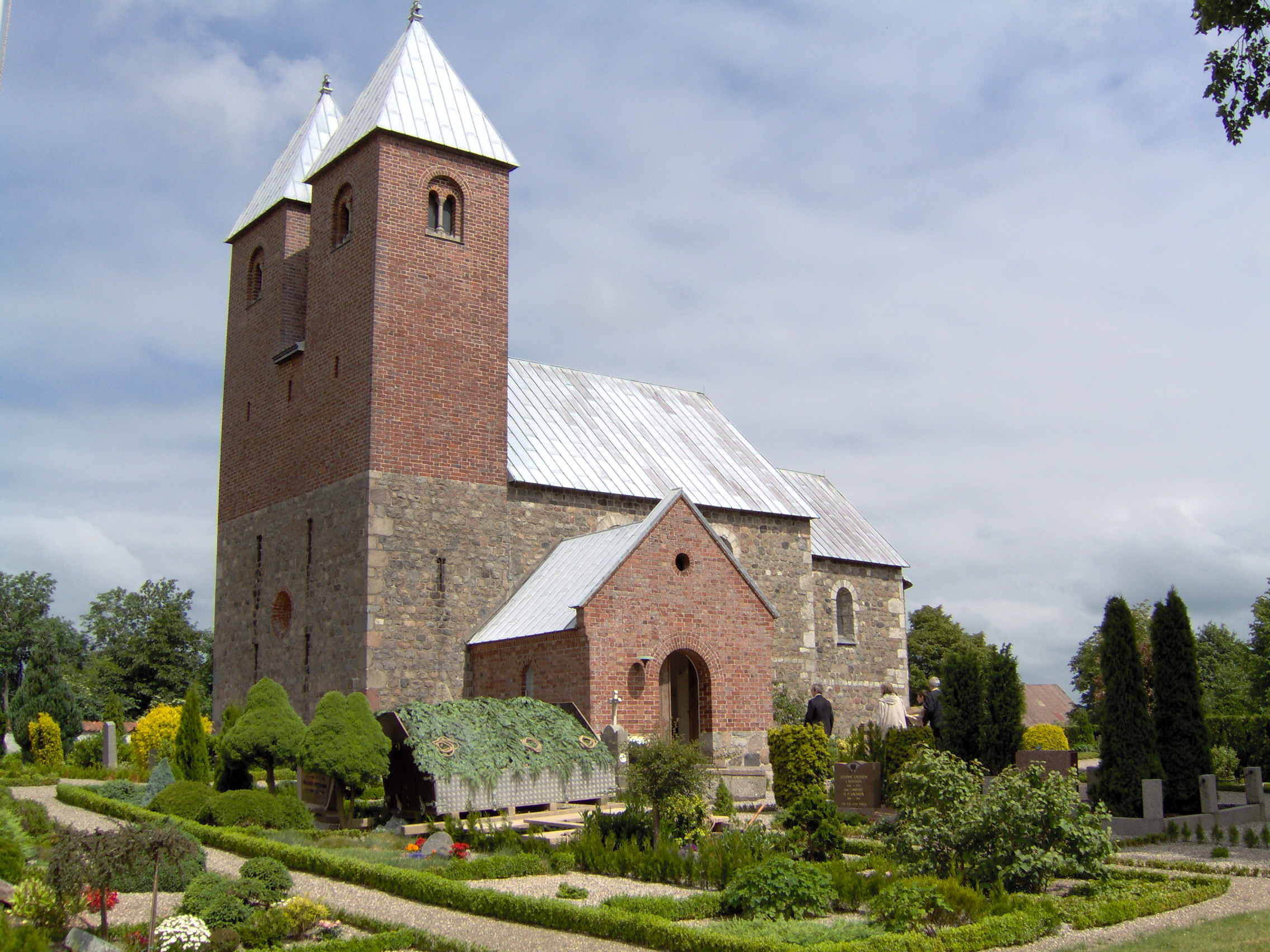
Kirche von Fjenneslev

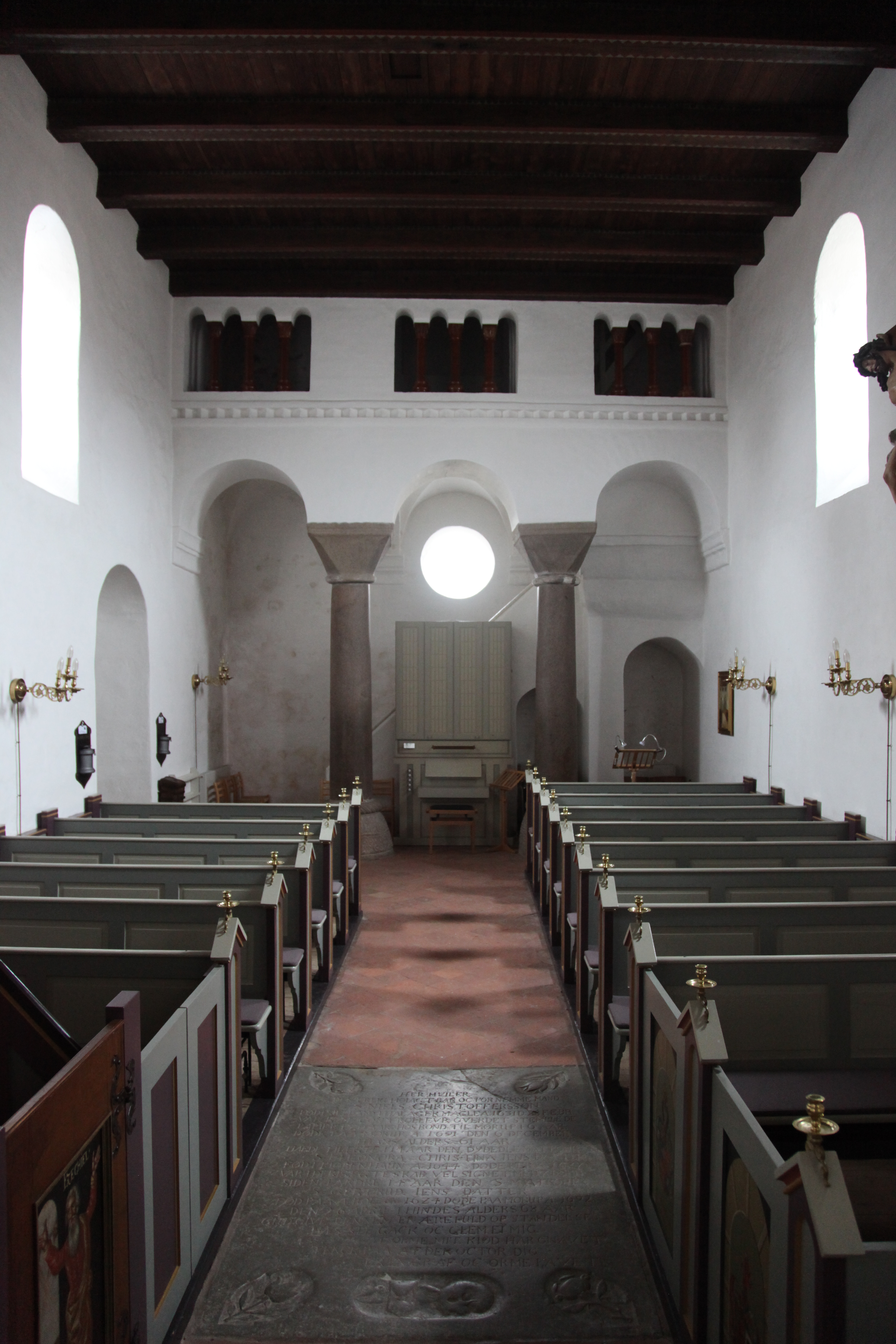
Innenraum nach Westen

Die Kirche von Fjenneslev ist eine evangelisch-lutherische Kirche in Fjenneslev im Kirchspiel Sorø in Dänemark. Die romanische Kirche ist auf Grund ihrer Doppelturmfassade und vor allem durch ihre romanischen Kalkmalereien sehenswert.

## Standort
Die Kirche liegt zwischen Wiesen und Äckern neben ein paar kleinen Gebäuden etwa 2 km südöstlich des Weilers Fjinneslev, Gemeinde Sorø, Region Sjælland, Dänemark und etwa 600 m südlich der Straße von Fjinneslev nach Ringsted.

## Kirchengebäude Bau und Geschichte
Fjenneslev war der Stammsitz des im 11. bis 13. Jahrhundert mächtigen Hvide-Geschlechts. Der erste Bau der Kirche geht wahrscheinlich auf den Stammvater Toke Trylle zurück, der sich um 1040 als erstes Mitglied der Familie taufen ließ und auf seinem Landbesitz eine hölzerne Kirche errichten ließ, in der er auch beigesetzt wurde. Sein Enkel Asser Rig ließ die Holzkirche durch die Feldsteinkirche ersetzen. Zunächst eine Eigenkirche, wurde sie später dem von Asser Rig und seinen Brüder gestifteten Kloster Sorø inkorporiert, in dessen Besitz sie bis zur Reformation blieb.

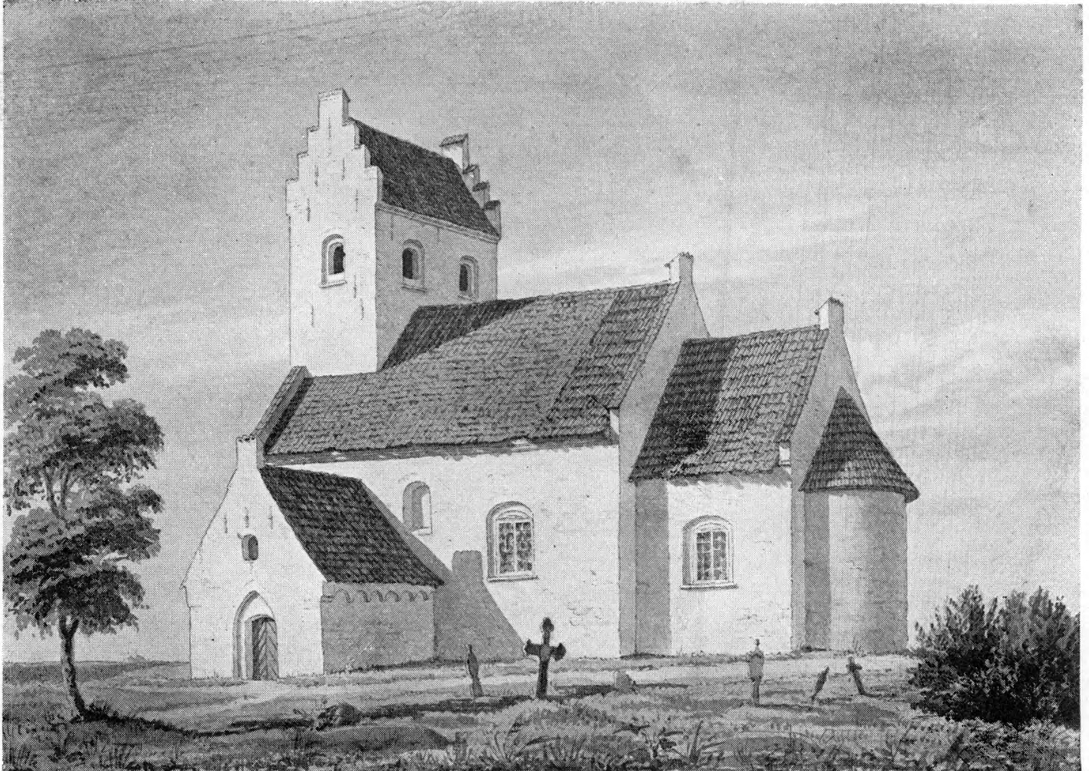
Kirche vor der Renovierung 1858

Die um 1100 errichtete kleine romanische Kirche besteht aus einem annähernd quadratischen Chor mit halbrunder Apsis, einem Kirchenschiff mit Zwillingstürmen im Westen und einer 1872 anstelle eines mittelalterlichen Waffenhauses vor dem Südportal angebauten Vorhalle. Das Nordportal wurde zugemauert. Die Kirche ist größtenteils aus eher kleinen gespaltenen Felsblöcken, die in regelmäßigen Schichten verlegt wurden, errichtet. Das Kirchenschiff hat eine Mauerhöhe von 6,85 m. Die Fenster befinden sich an der ursprünglichen Stelle, wurden später aber leicht vergrößert.
Spätestens um 1200 wurde über dem Westgiebel der Kirche eine Doppelturmanlage nach dem Vorbild von der Tveje Merløse Kirke bei Holbæk und dem Dom zu Roskilde errichtet, beides Kirchbauten, die im Einflussbereich der Hvide entstanden. Die Türme sind aus Feldbrandziegeln im Klosterformat gemauert, einem zu dieser Zeit neuartigen Baumaterial, das in Dänemark erstmals um 1160 belegt ist. Als Stütze für die ursprünglich nicht geplanten Zwillingstürme dienen zwei polierte Granitsäulen im Inneren des Kirchenschiffs. Die kunstvolle Steinmetzarbeit am Sockel dieser Säulen weist große Ähnlichkeit mit dem Taufstein der Kirche von Kalundborg auf, die Esbern Snare, ein Sohn von Asser Rig, bauen ließ. Auf den Säulen ruht eine Zwerggalerie ähnlich wie in der Tveje Merløse Kirke mit neun kleinen Säulen aus gebranntem Ton.
Im Spätmittelalter wurden gotische Gewölbe in Chor und Schiff eingezogen, hinter denen die Westgalerie und die heute noch erhaltenen Fresken den Blicken entzogen wurden. Innen und außen wurde die Kirche weiß verputzt.
1561 stürzte der südliche Turm ein und die Türme wurden zu einem Turm zusammengefasst. 1657 stürzte der Turm erneut ein und wurde durch einen schmaleren Turm mit Treppengiebeln ersetzt. 1858 wurden die Gewölbe durch eine romanisierende Balkendecke ersetzt. Bei der Restaurierung 1872–74 wurden die Zwillingstürme neu errichtet und die Säulchen der Galerie rekonstruiert. Anhand des wieder aufgefundenen Stifterbildes rekonstruierte H. B. Storck (1839–1922) 1898 die Pyramidendächer der Türme. Weitere Renovierungen fanden 1967, 1973–75 und 1998–2004 statt.

## Kalkmalereien
In der Kirche befinden sich Kalkmalereien aus der Zeit zwischen 1150 und 1200. Zwar wurden die Fresken bereits um 1800 wiederentdeckt, sind aber erst nach dem Abriss der gotischen Gewölbe im Jahr 1873 von der Kirche aus sichtbar und wurden zu diesem Zeitpunkt restauriert. Der überwiegende Teil der erhaltenen Malereien befindet sich im Kirchenschiff am und rund um den Chorbogen.
An der Unterseite des Chorbogens befindet sich ein rundes Feld mit einer teilweise neu bemalten Büste eines Engels und auf jeder Seite davon ein heiliger Bischof, der auf einer Konsole steht. Sie tragen das Pallium und tragen Bücher, aber keiner von ihnen hat einen Stab oder eine Kopfbedeckung. Fast identisch ist der Chorbogen der Tveje Merløse Kirke ausgemalt.
Den Triumphbogen umgibt eine Borte mit kleinen spitzen Blättern zwischen Doppelspiralen. Über dieser befindet sich ein stark restaurierter Engel mit ausgebreiteten Flügeln in einem runden Feld. Rechts und links von dem Engel sind Szenen aus der Weihnachtsgeschichte zu sehen, links die Anbetung der Könige, rechts die Flucht nach Ägypten. Die Figur ganz rechts in dieser Darstellung ist leider nicht erhalten.
Von besonderem Interesse ist das Fresko unter den Königen links vom Triumphbogen. Es zeigt die Stifter der Kirche: Ein Herr mit spitzem Hut und kurzem Gewand, das teilweise vom gefalteten Mantel bedeckt ist, erhebt ein Kirchenmodell zu Gott, dessen segnende Hand in der Ecke des Feldes sichtbar wird. Hinter dem Herrn steht seine Frau, die einen großen Goldring anbietet. Es sind die Gründer der Kirche, höchstwahrscheinlich Asser Rig mit seiner Frau Inge(borg) oder möglicherweise Assers Vater Skjalm Hvide, der in der Kirche begraben, aber später durch seinen Enkel Absalon von Lund in die Klosterkirche von Sorø überführt wurde. Die beiden Türme des Kirchenmodells entsprechen nicht dem ursprünglichen Aussehen der Kirche. Die Türme wurden ungefähr zeitgleich mit der Ausführung der Gemälde errichtet.
Auf der rechten Seite vom Triumphbogen ist nur noch die Hand Gottes zu sehen, der Rest, möglicherweise ein zweites Stifterpaar, ist nicht erhalten. Von der übrigen Ausmalung fanden sich Fragmente. In der Apsis befand sich eine Majestas Domini, auf der Nordwand des Kirchenschiffs neben dem Chorbogen eine Abbildung der Geburt Jesu. Da diese Bilder zu beschädigt waren, um wiederhergestellt zu werden, wurden sie 1873 durch Malereien im neoromanischen Stil ersetzt, die 1947 wieder übertüncht wurden.

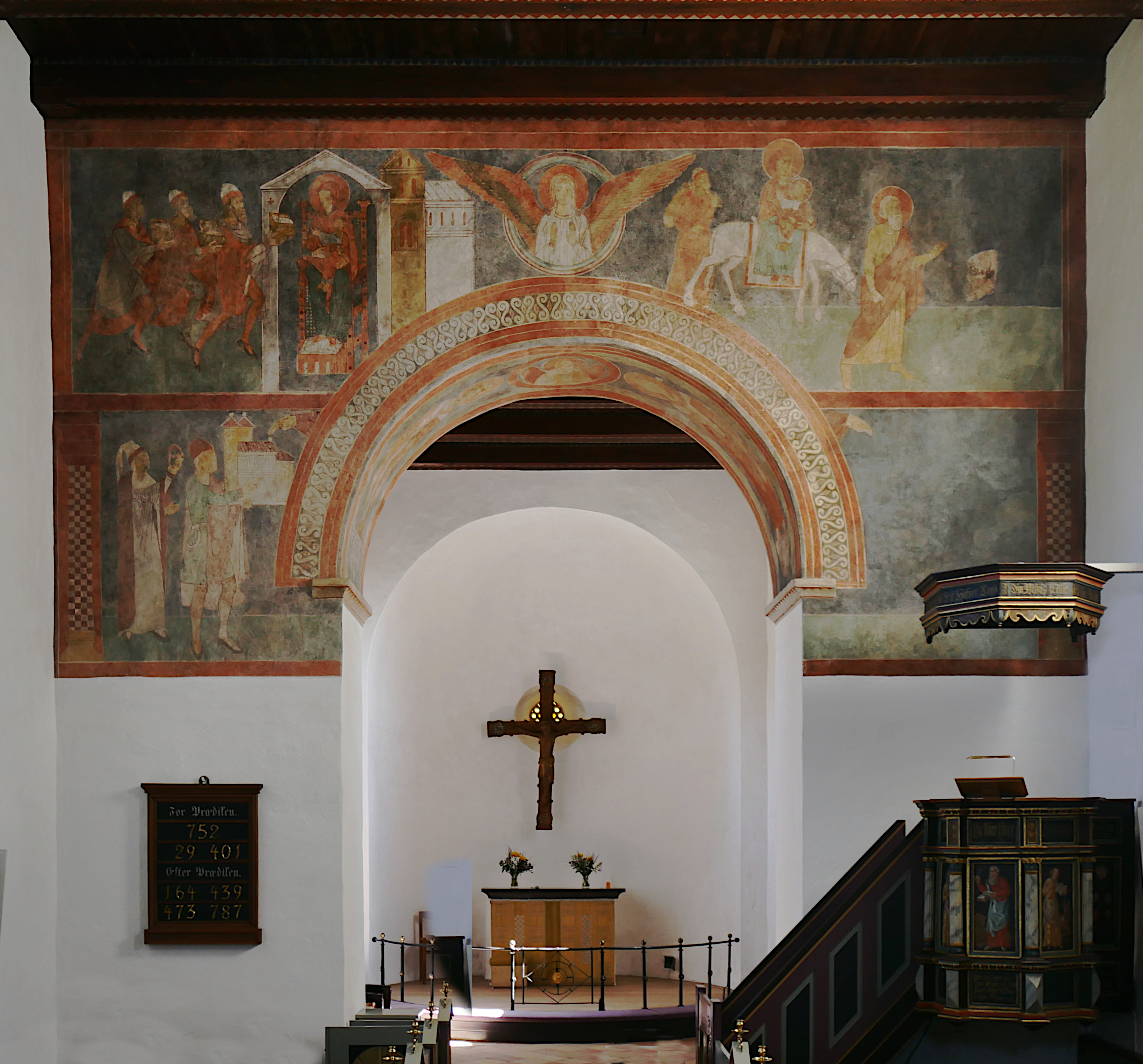
Romanisches Fresco am Triumphbogen
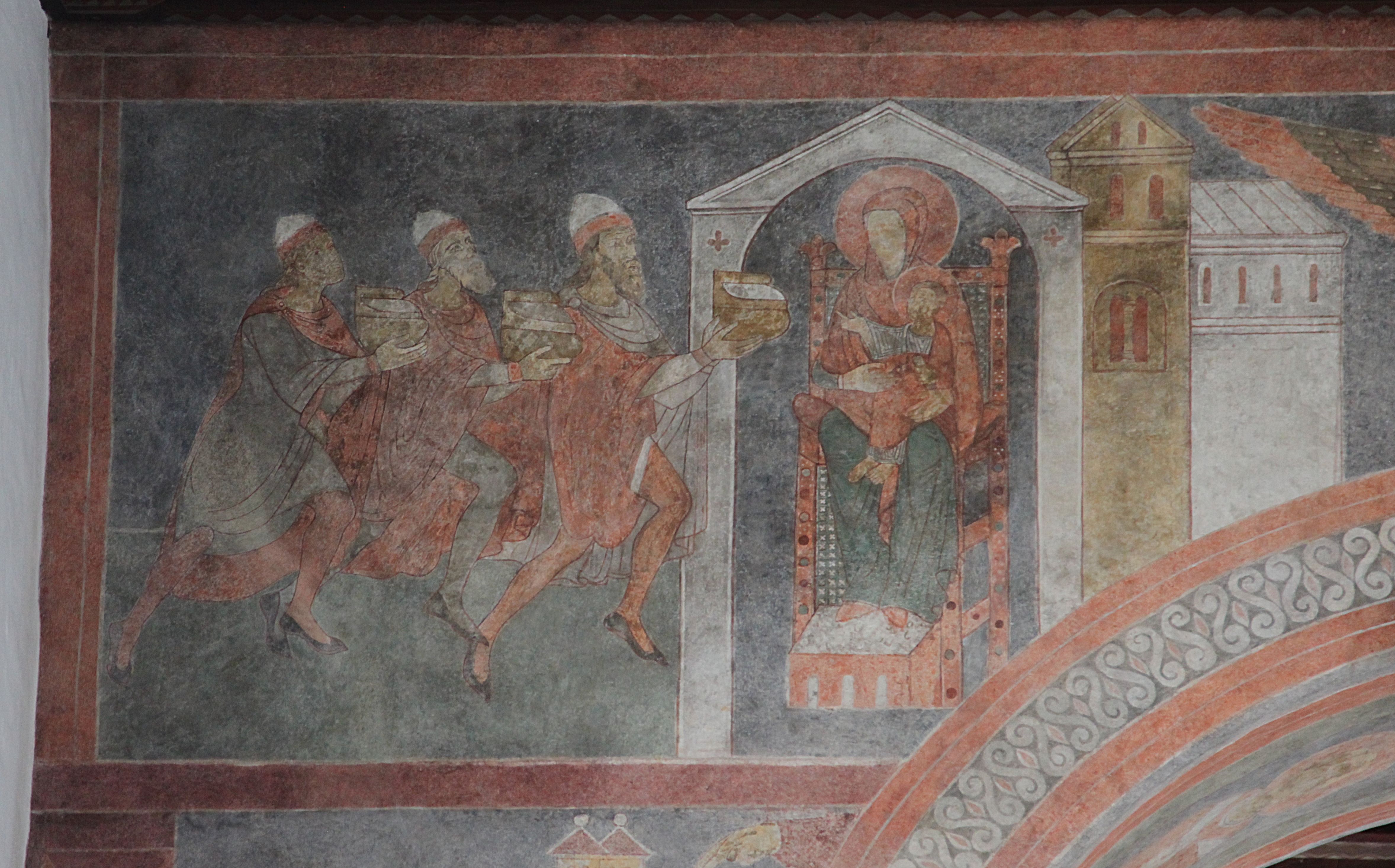
Anbetung der Könige
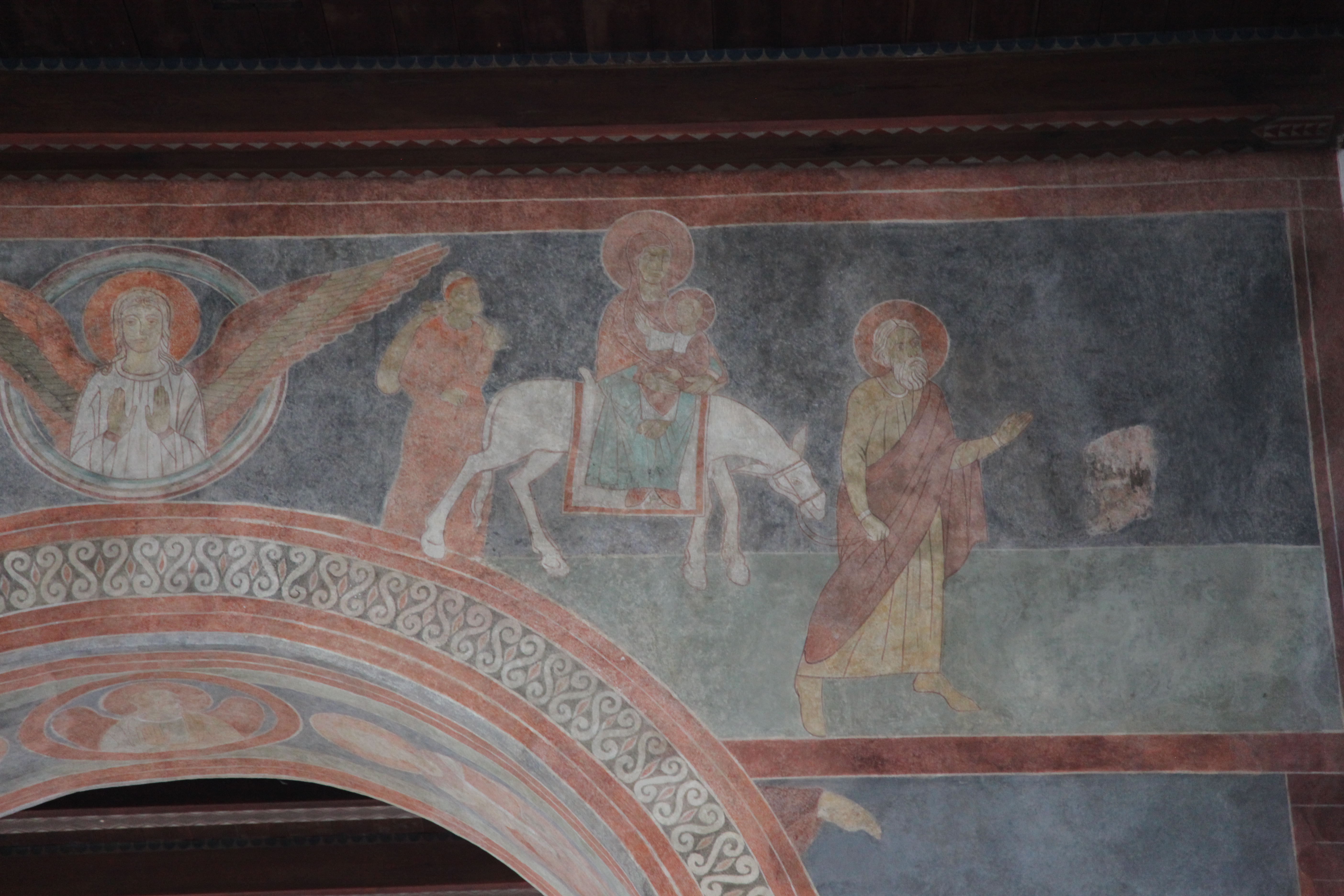
Flucht nach Ägypten
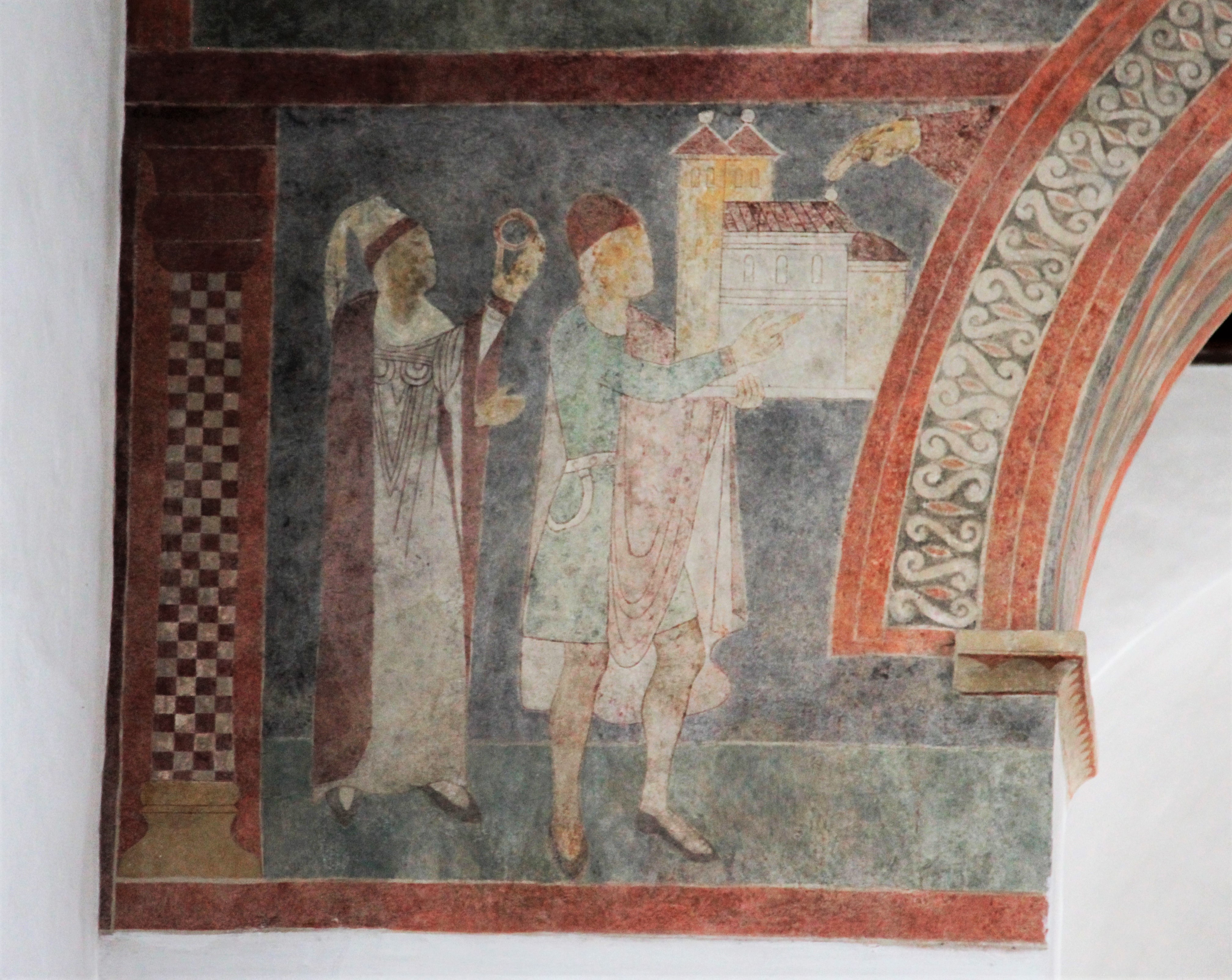
Kirchenstifter
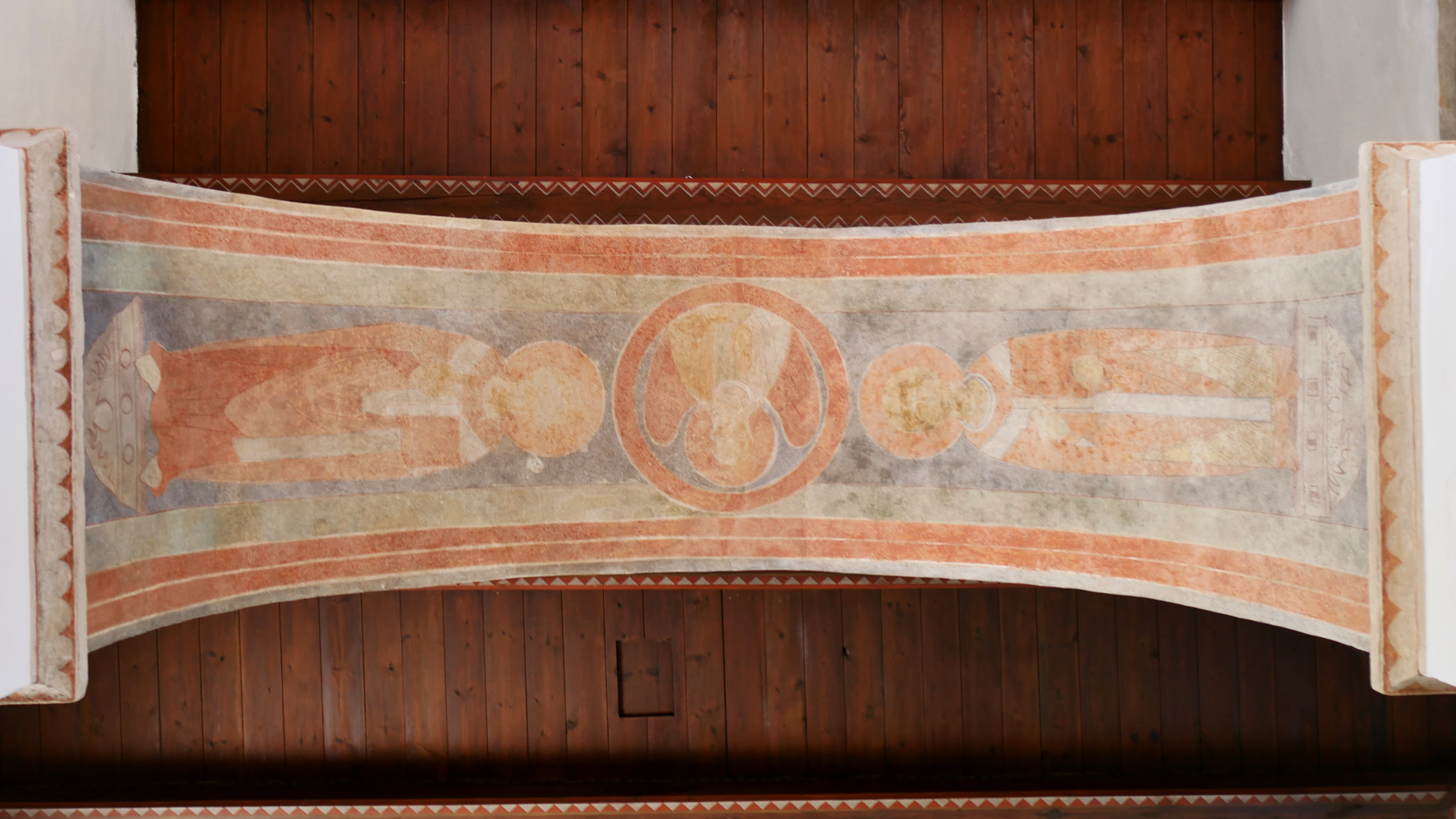
Triumphbogen von unten
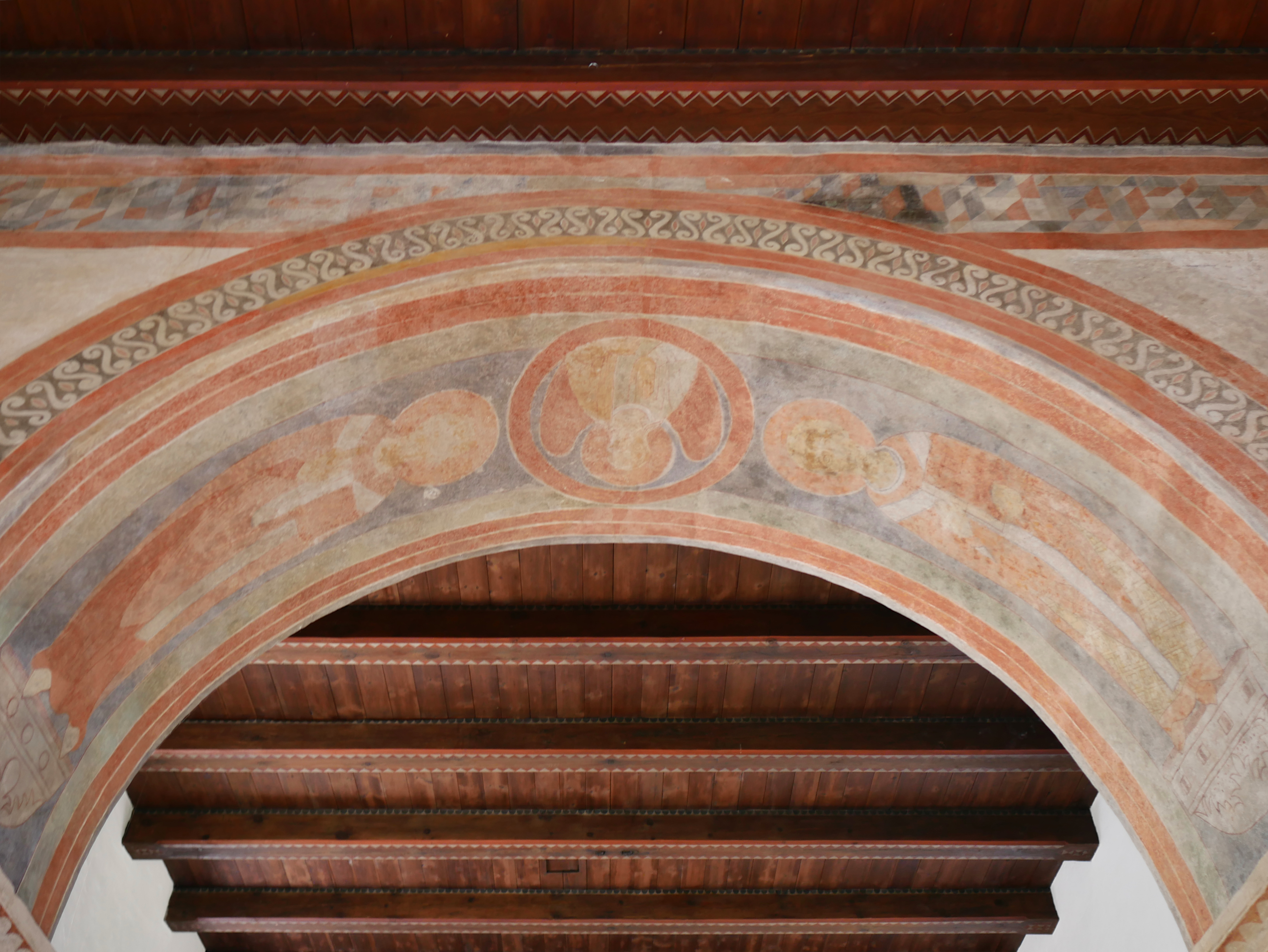
Triumphbogen vom Chor aus

## Ausstattung
Der mittelalterliche Altartisch ist von einer Platte aus belgischem Marmor bedeckt. Die Kirche verdankt dieses seltene Ausstattungsstück vermutlich der Stifterin Ingeborg, die über ihre Mutter Cecilia Knutsdatter eine Enkelin des später heiliggesprochenen Knut IV. und der Adela von Flandern war. Über dem Altar hängt heute ein frühgotisches Triumphkreuz aus der zweiten Hälfte des 13. Jahrhunderts. Es war ursprünglich im Chorbogen angebracht, hing nach der Reformation bis 1861 an einer Kette im Chor und wurde dann in das Waffenhaus verbracht, ehe es 1967 an seine jetzige Stelle kam. Die Kreuzenden enthalten Reliefs der Evangelistensymbole.
Ein weiteres, spätgotisches Kruzifix aus der Zeit um 1515 ist ein Werk von Claus Berg. Es wurde nach der Renovierung 1873 erworben und befand sich ursprünglich in der Kirche des früheren Klosters Holme, heute Schloss Brahetrolleborg. Es hängt heute an der Nordwand des Kirchenschiffs. Die zur Kreuzigungsgruppe gehörigen Figuren von Maria und Johannes befinden sich in der Kirche der Tirsted Sogn auf Lolland, während das ursprüngliche Brettkreuz in Holme verblieben ist.
Die Kanzel im Stil der Hochrenaissance stammt aus der Zeit um 1590. Die kleinen Felder zeigen Inschriften mit goldener Fraktur auf schwarzem Grund aus dem Jahr 1686, die großen Felder Abbildungen der Evangelisten aus dem Jahr 1755. Die Bemalung wurde erst bei der Restaurierung 1967 wieder freigelegt. Zu diesem Zeitpunkt wurden auch der Schalldeckel und die Kanzeltür wieder zurück in die Kirche gebracht.  Eine sehr ähnliche Kanzel, bei der die ursprüngliche Fassung erhalten blieb, befindet sich nicht weit entfernt in Lynge.
Das Taufbecken ist aus Granit und hat ein leicht gewölbtes Becken, besteht aus zwei Steinen und besitzt ein Ablaufloch, das allerdings nicht durchgängig ist.
Der eisenbeschlagene Opferstock wurde 1661–62 repariert, nachdem ihn plündernde schwedische Soldaten im Zweiten Nordischen Krieg aufgebrochen hatten.

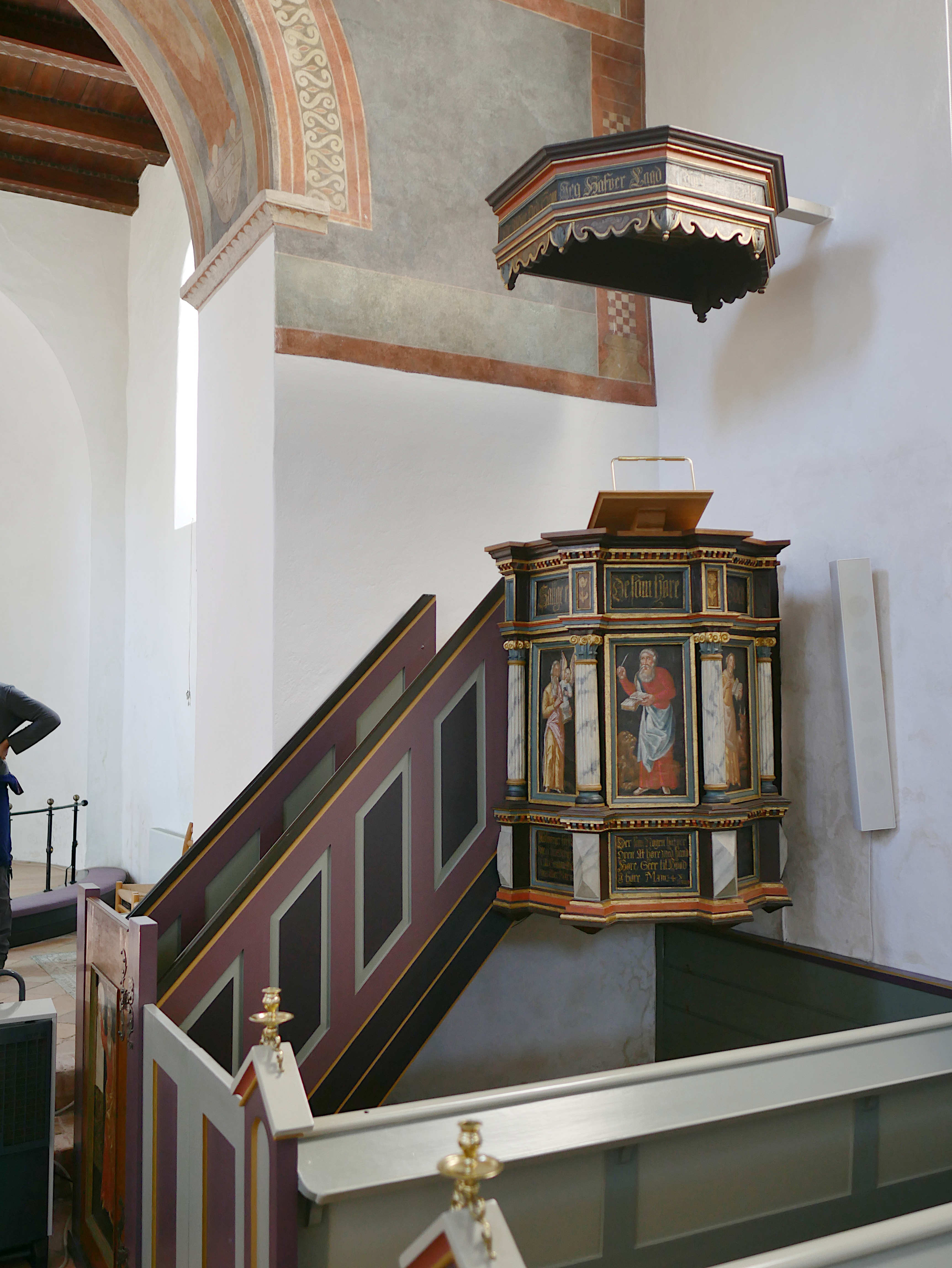
Kanzel
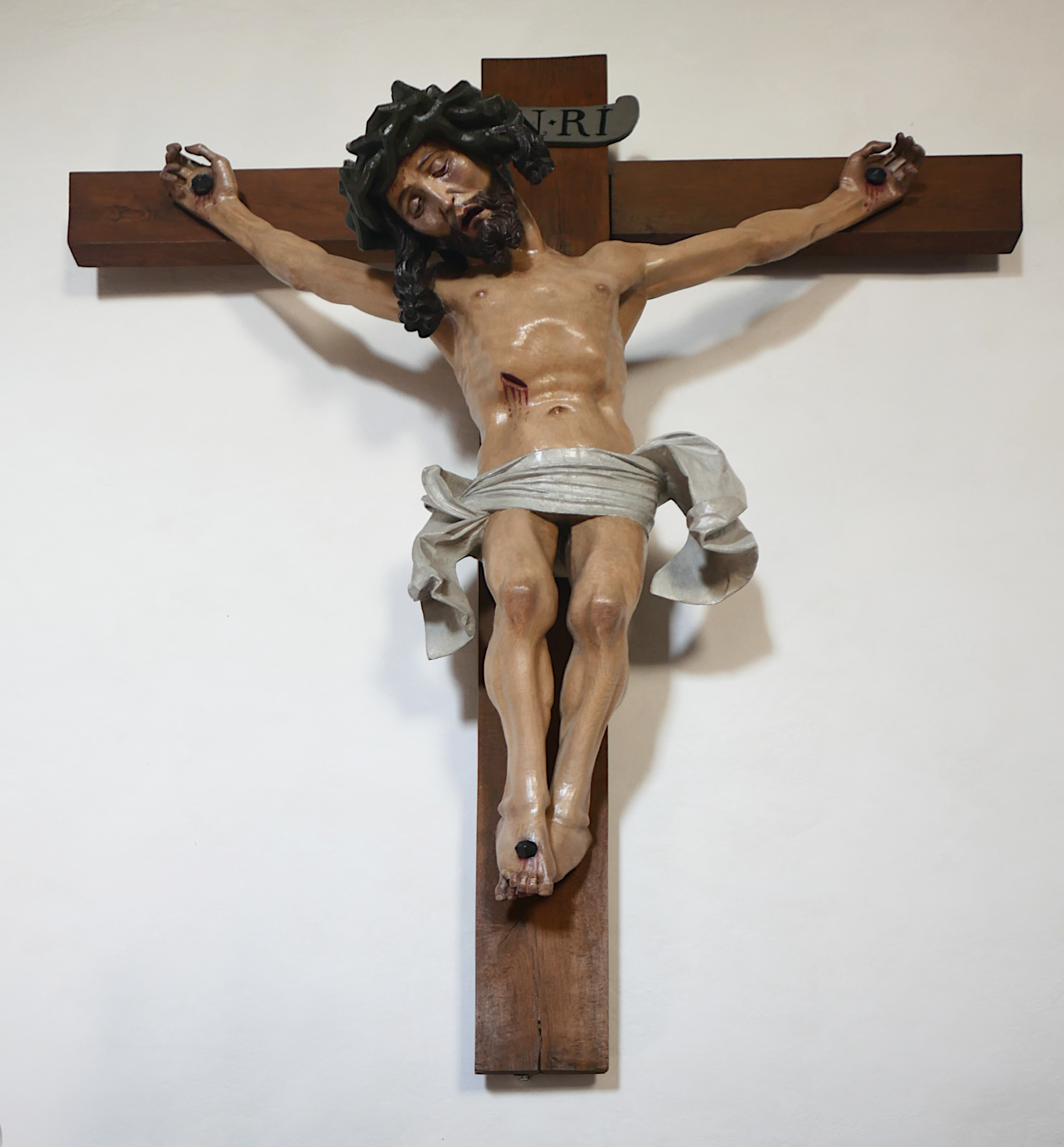
Altarkreuz von Claus Berg
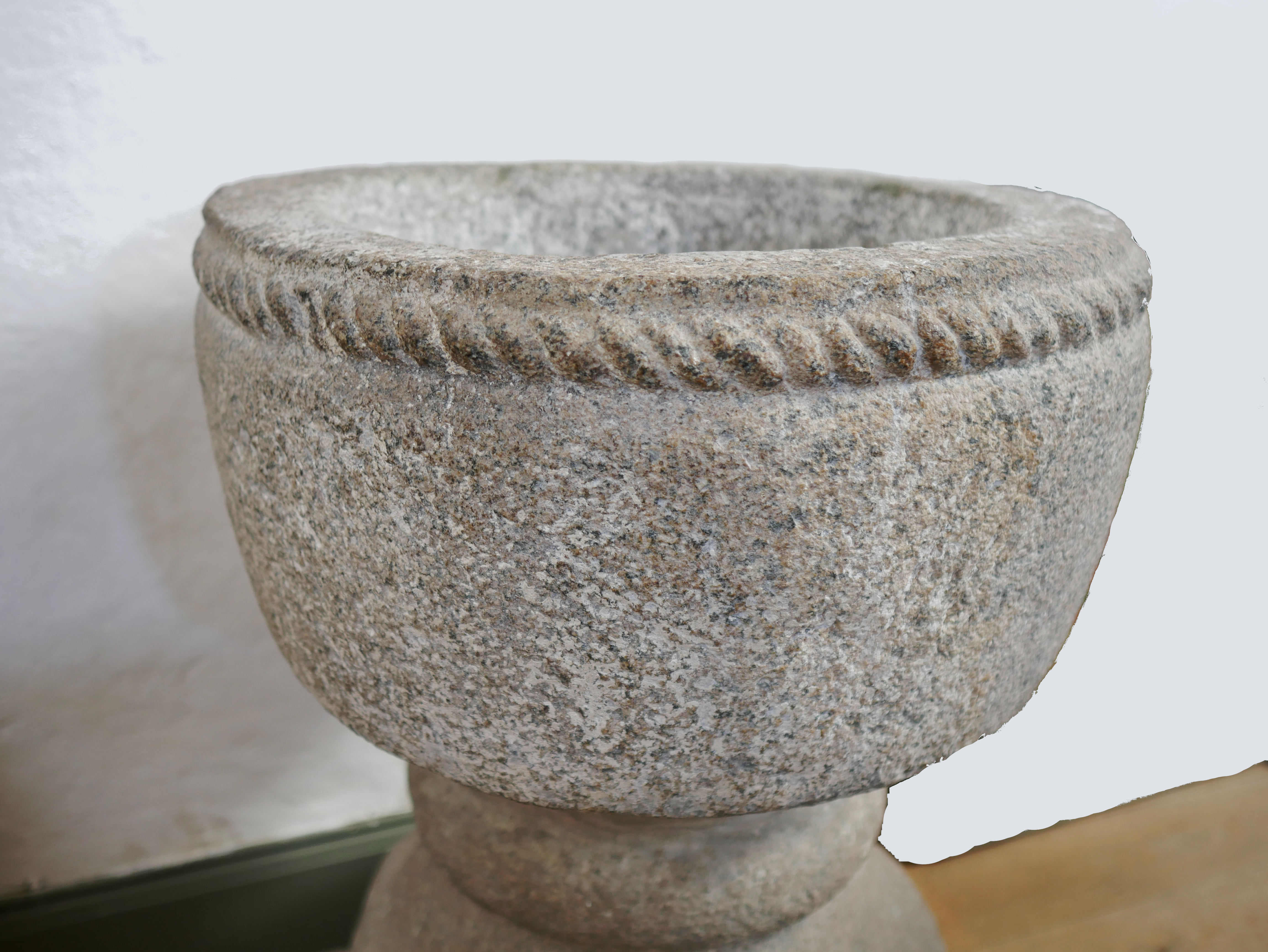
Taufbecken
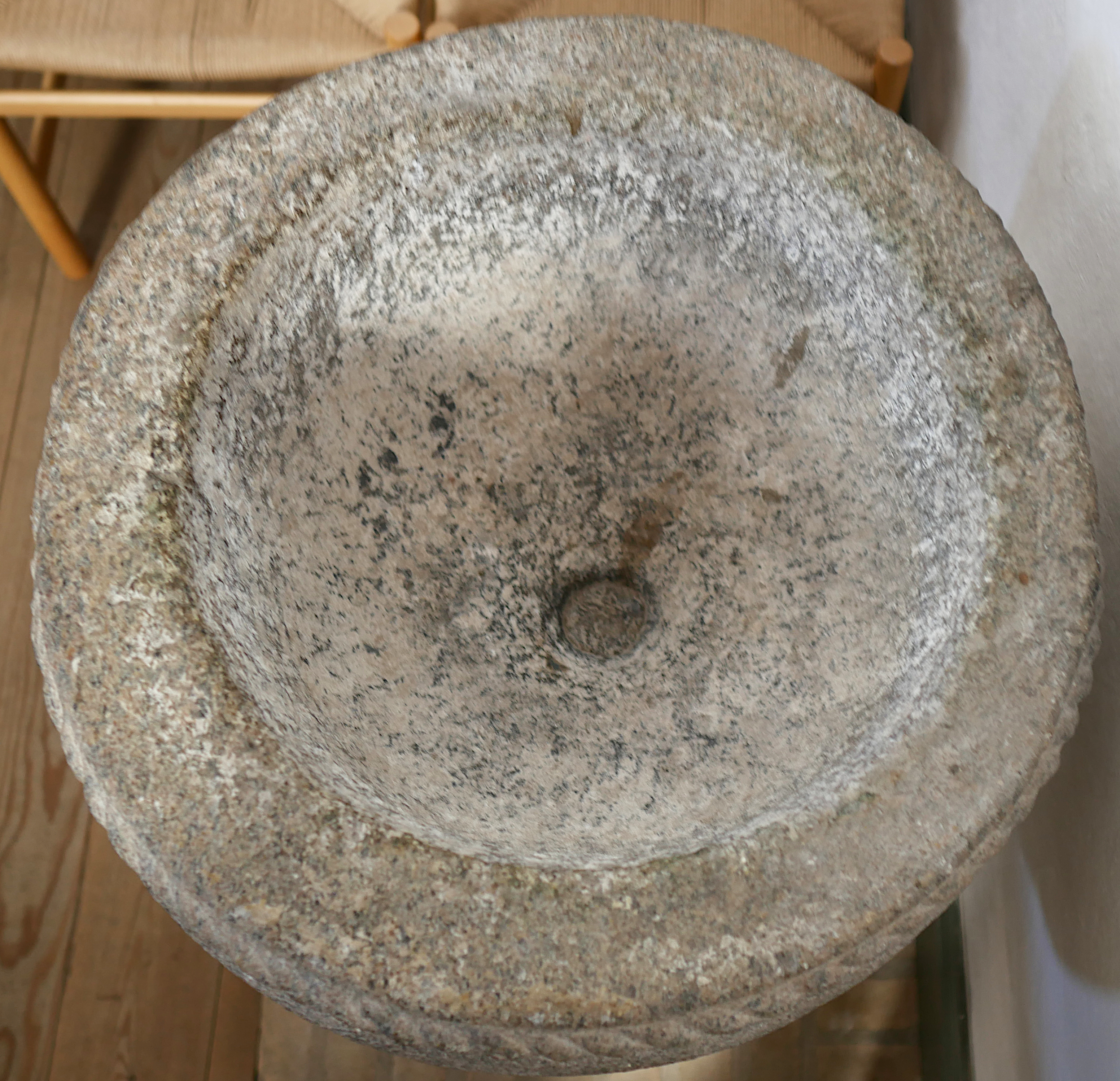
Taufbecken mit Abflussloch
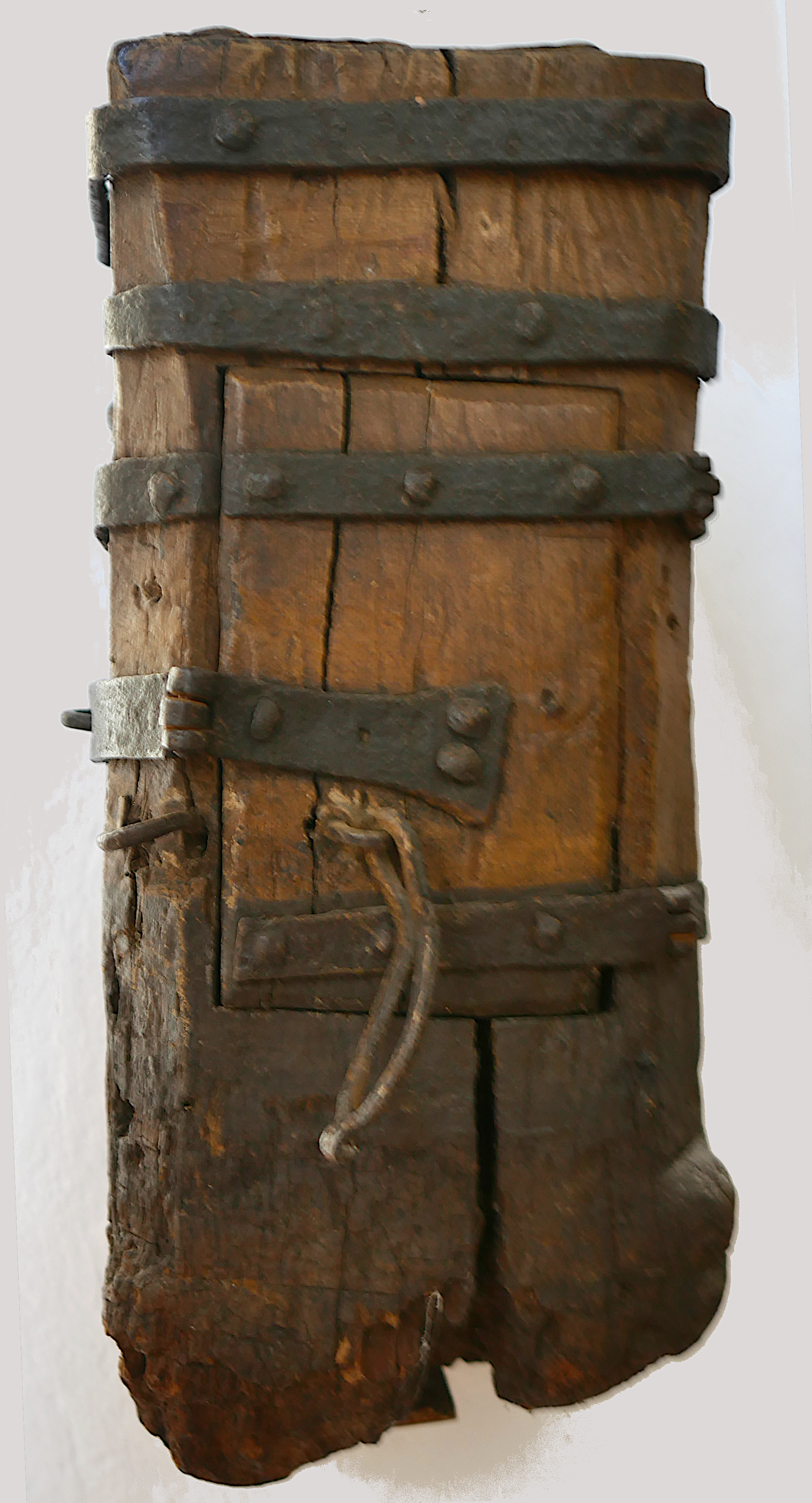
Opferstock
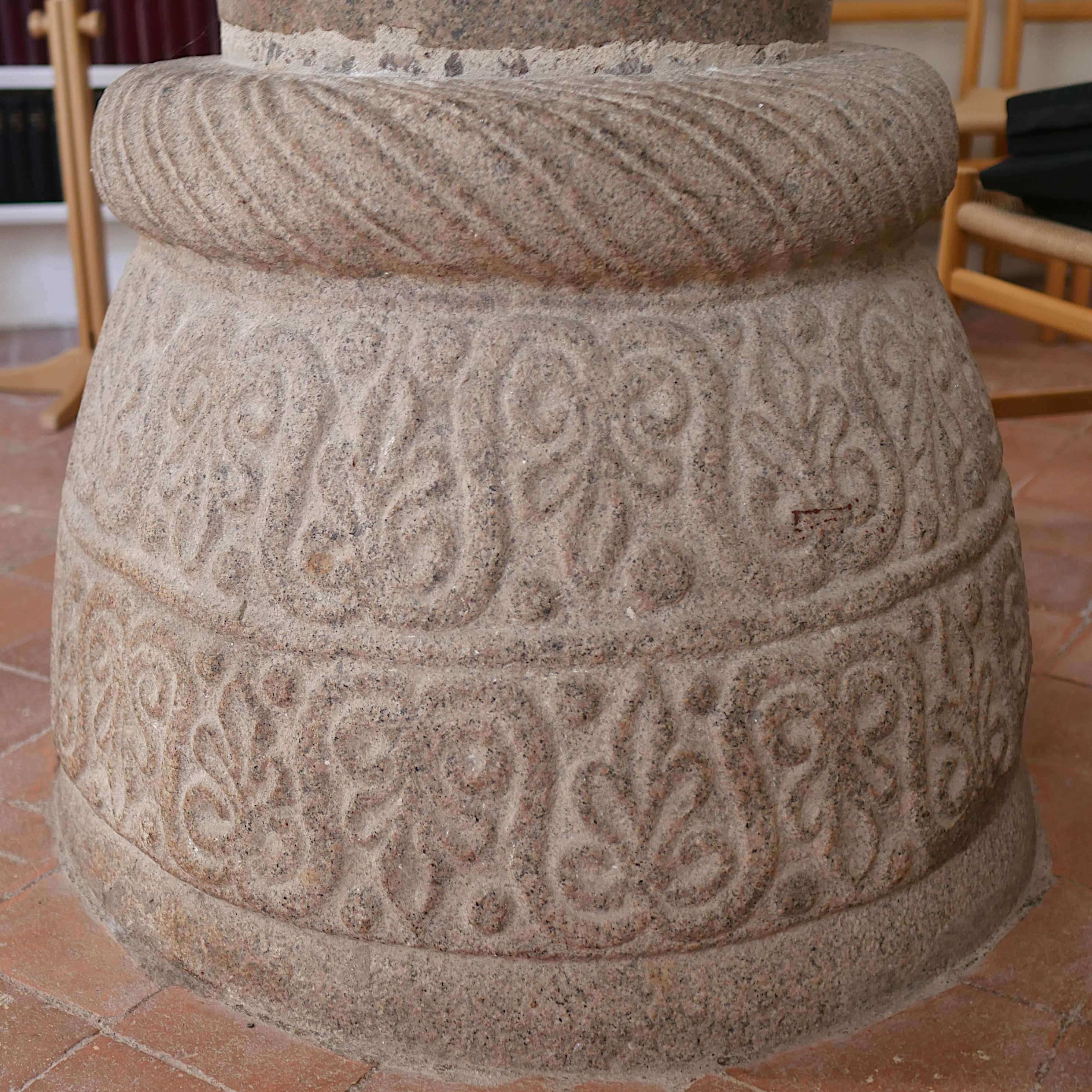
Säulenbasis

In den Türmen hängen zwei Glocken von 1589 und 1614.
Auf dem Kirchhof ist der Fjenneslevsten aufgestellt, ein Runenstein, der 1825 beim Abriss der alten Friedhofsmauer entdeckt wurde. Die Runeninschrift verläuft von oben nach unten, was ungewöhnlich auf Runensteinen ist, und lautet: Sassurr rēsþi stēn en gerði brō (Sassur stellte den Stein auf und machte die Brücke). Über ihr befindet sich ein einfaches kleines Kreuz.

## Sage
Für den Bau der Zwillingstürme überlieferte der Historiker  Anders Sørensen Vedel im 16. Jahrhundert eine Entstehungssage. Demnach habe Asser Rig in den Krieg ziehen müssen, bevor die Kirche fertiggestellt war, und seiner schwangeren Frau aufgetragen, einen Turm bauen zu lassen, um ihm schon aus der Ferne sehen zu lassen, dass sie einen Sohn geboren habe. Für eine Tochter sollte es nur ein Dachreiter sein. Bei seiner Rückkehr teilte ihm die Doppelturmanlage mit, dass er Zwillinge habe. Diese Sage, die fast identisch auch von der Kirche von Broager erzählt wird, entbehrt jeder historischen Grundlage, denn erstens waren Asser Rigs Söhne Esbern und Absalon keine Zwillinge und zweitens wurden die Türme erst mehrere Jahrzehnte nach der Kirche gebaut.